# 명학역
명학역(鳴鶴驛, Myeonghak station)은 경기도 안양시 만안구에 위치한 수도권 전철 1호선의 전철역이다. 부역명은 성결대(聖潔大)로, 인근에 성결대학교가 위치하고 있다.

## 연혁
- 1974년 8월 15일 : 배치간이역으로 영업 개시[3]
- 1983년 8월 20일 : 운전간이역으로 조정[4]
- 1998년 1월 1일 : 무배치간이역으로 격하[5]

## 역 구조
2면 4선의 쌍섬식 승강장이며, 스크린도어가 설치되어 있다. 가운데 2개 통과선이 있다.

### 승강장
| ↑ 안양      |
| ２ \| １ \| |
| 금정 ↓      |

| 1 | ● 수도권 전철 1호선 | 병점 · 서동탄 · 천안 · 신창(순천향대) 방면 |
|   |                     | 통과선                                     |
| 2 | ● 수도권 전철 1호선 | 안양 · 금천구청 · 구로 · 광운대 방면       |

## 역 주변
- 만안경찰서
- 만안구청
- 만안도서관
- 만안청소년수련관
- 명학초등학교
- 성결대학교
- 안양6동행정복지센터
- 안양7동행정복지센터
- 안양8동행정복지센터
- 안양덕천초등학교
- 안양아트센터
- 안양호계다목적체육관
- 곡란초등학교
- 곡란중학교
- 명학대교
- 명학자동차운전전문학원
- 안양고용노동지청

## 승차량 변동
| 노선   | 승차 인원 | 승차 인원 | 승차 인원 | 승차 인원 | 승차 인원 | 승차 인원 | 승차 인원 | 승차 인원 | 주 석 |
| 노선   | 2000년    | 2001년    | 2002년    | 2003년    | 2004년    | 2005년    | 2006년    | 2007년    | 주 석 |
| ------ | --------- | --------- | --------- | --------- | --------- | --------- | --------- | --------- | ----- |
| 경부선 | 10523     | 11904     | 13090     | 12851     | 10518     | 10450     | 10301     | 10509     | [ 6 ] |
| 노선   | 2008년    | 2009년    | 2010년    | 2011년    | 2012년    | 2013년    | 2014년    | 2015년    |       |
| 경부선 | 10846     | 10702     | 10885     | 10924     | 10666     | 10607     | 10530     | 10332     | [ 6 ] |

## 인접한 역
| 경부선                | 경부선                          | 경부선                       |
| --------------------- | ------------------------------- | ---------------------------- |
| P147 안양 광운대 방면 | ● 수도권 전철 1호선 경부선 완행 | P149 금정 서동탄 · 신창 방면 |